# Kiberhedonizmus
A kiberhedonizmus vagy cyberhedonizmus (cyber-hedonism) fogalma szerint az internet, annak felhasználói számára, elsősorban a szórakoztatás és örömszerzés funkcióját tölti be (pl.: sorozatok, videók megtekintése, játék internetes programokkal, pornófilmek letöltése). 

## Fogalom eredete
A kiberhedonizmus a belorusz származású Evgeny Morozovnál megjelenő fogalom, aki szembehelyezkedik az általa kiberaktivizmusnak vagy iPod-liberalizmusnak nevezett felfogással, amely szerint az internethez való hozzáférés aktivizálja az embereket, a politikai változások katalizátoraként működik. Morozov a kiberpasszivizmus mellett érvelve azt mondja, hogy az internet a tömegek újfajta (elektronikus) ópiuma, amely a négy fal közt tartja annak felhasználóit, és nem szükségszerűen vezet politikai elköteleződéshez, rendszerváltó mozgalmak kialakulásához. 
Morozov az internet használatának szemléltetésére a Maslow-piramis mintájára megalkotta a kiber-szükséglethierarchiát. Ezen piramis alulról építkezve az alábbi 5 kategóriából áll: fogyasztás, kommunikáció (e-mail, IRC, blogok), megosztás (blogok, Facebook, TED), tanulás (Wikipédia, TED), kampányok, illetve mozgalmak.